# Marta Harnecker
Marta Harnecker, född 1937 i Santiago de Chile, död 15 juni 2019 i Vancouver, var en chilensk marxistisk-leninistisk sociolog, psykolog, journalist och författare.

## Biografi
Harnecker, som var av österrikiskt ursprung, studerade psykologi vid Pontificia Universidad Católica de Chile och senare studerade hon under Louis Althusser i Paris. Efter att ha återvänt till Chile år 1968 undervisade hon i historisk materialism och politisk ekonomi vid Universidad de Chile. Samma år gick Harnecker med i Chiles socialistiska parti och verkade som journalist under Salvador Allendes regering. Efter militärkuppen i Chile i september 1973 tvingades hon att gå i exil och bosatte sig på Kuba. Därefter var hon rådgivare åt Venezuelas president Hugo Chávez.